# The Germs

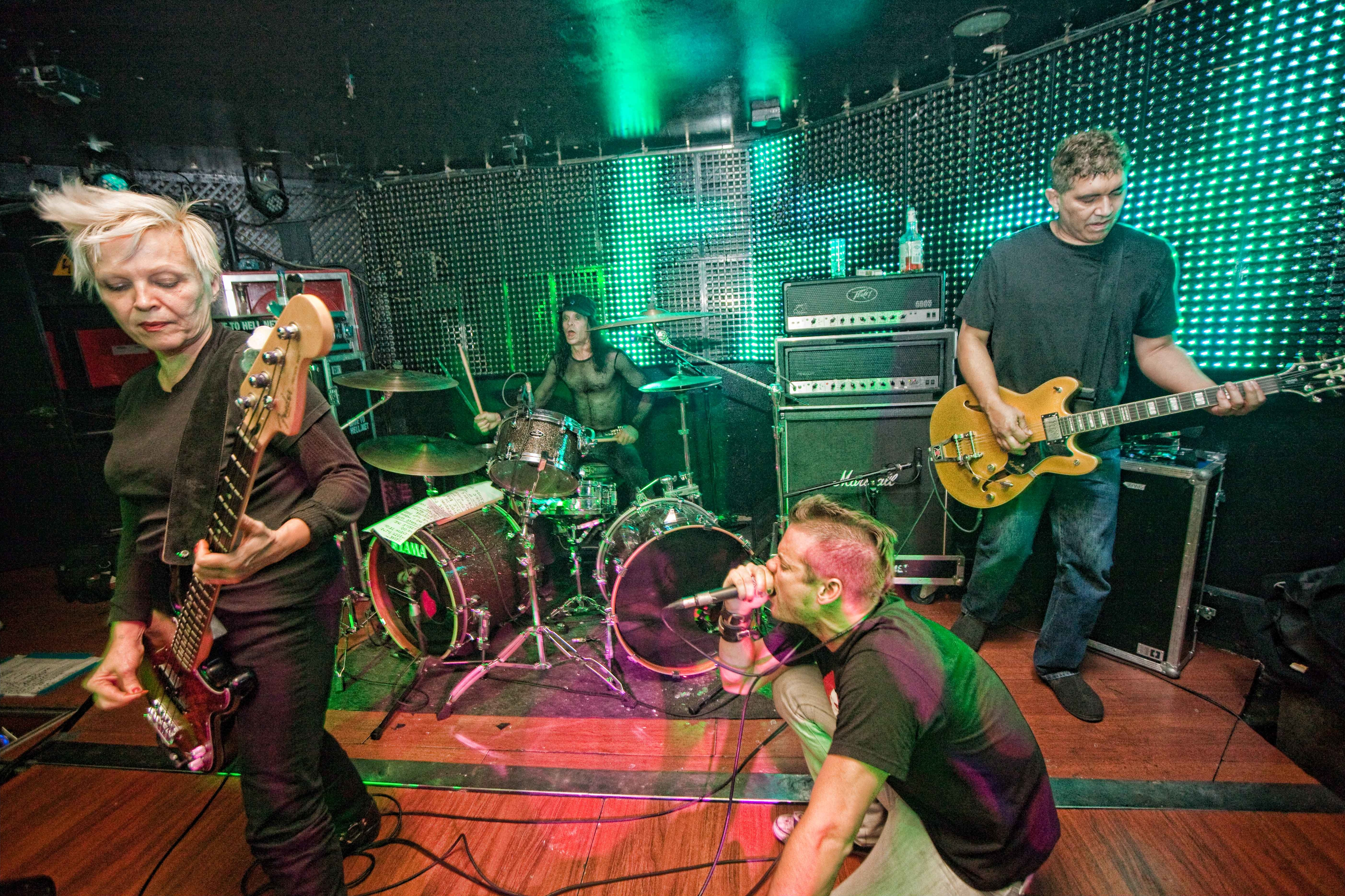
The Germs i Madrid den 18 december 2009. Från vänster: Lorna Doom, Don Bolles, Shane West och Pat Smear.

The Germs är ett amerikanskt punkrockband, bildat 1977. Bandet består 2006 av Pat Smear (gitarr), Lorna Doom (bas), Don Bolles (trummor) och Shane West (sång). Originaluppsättningen var Darby Crash (sång), Pat Smear (gitarr), Lorna Doom (bas) och Dottie Danger (trummor). Danger, som kort efter bildande av gruppen efterträddes av Donna Rhia, kom senare att bli känd som sångare för The Go-Go's under sitt riktiga namn Belinda Carlisle.

## Diskografi

### Studio album
- (GI) (1979, Slash Records)